# 選択公理
選択公理（せんたくこうり、英: axiom of choice、選出公理ともいう）とは公理的集合論における公理のひとつで、どれも空でないような集合を元とする集合（すなわち、集合の集合）があったときに、それぞれの集合から一つずつ元を選び出して新しい集合を作ることができるというものである。1904年にエルンスト・ツェルメロによって初めて正確な形で述べられた。平行線公準以来、もっとも議論された公理である。

## 定義
本節で、集合の集合を集合系という。
選択関数とは、関数{\displaystyle f}で、非空集合の集合系{\displaystyle X}に対して定義され、{\displaystyle X}の元{\displaystyle A}について、{\displaystyle f(A)}が{\displaystyle A}の元になっているものである。この選択関数という概念を使えば、選択公理は以下のように書ける:
公理 ― 任意の、非空集合の集合{\displaystyle X}に対して、選択関数{\displaystyle f}、つまり、 {\displaystyle X}で定義され、{\displaystyle X}の元である集合に対して、その集合の要素を与える関数が存在する。
論理記号を用いて正式に書けば:
{\displaystyle \forall X\left[\varnothing \notin X\implies \exists f\colon X\rightarrow \bigcup _{A\in X}A\quad \forall A\in X\left[f(A)\in A\right]\right]}
したがって、この公理の否定は、非空集合の集合であって選択関数をもたないものが存在する、と表現できる。この否定の形は、以下の同値からも理解できるだろう。
{\displaystyle \neg \forall X\left[P(X)\to Q(X)\right]\quad \iff \quad \exists X\left[P(X)\land \neg Q(X)\right]}
非空集合からなる集合系 {\displaystyle X} の選択関数{\displaystyle f}は{\displaystyle X}の要素全体をわたる直積集合の元になっている。これは、よく考えられる添え字づけられた集合族の直積集合とは少々様子が異なる。 というのも、集合族には同じ集合が何度も現れることがあり、集合系（同じ集合が集合系に何個あっても外延性公理によって1個しかないのと同じことである）とは異なるものになっている。そのような事情はあるものの、集合族の直積集合の元で、同じ集合からは同じ元を取るようなものだけを考えれば、集合族の集合うち、異なるものの直積集合の元と同じになる。選択公理はそのような元の存在を保証していることになるので、以下の主張と同値である:
非空集合の集合系について、その直積集合は空集合ではない。

### 記法
この記事や他の選択公理に関する議論で、次のような略記が使われることがある:
- AC – 選択公理(the Axiom of Choice) まれにAoCも使われる[4]
- ZF – ツェルメロ＝フレンケル集合論の公理から選択公理を除いたもの
- ZFC – ZFに選択公理を加えたもの

### 変種
選択公理には変種が多く存在する。ここでいう変種とは、他の集合論の公理の元で、選択公理と変種が、一方を仮定すればもう一方を導けるような関係にあるということである。更に言えば、他の公理を使うまでもなくに同値になるような様々なパターンがあるのは言うまでもないだろう。例えば共通部分{\displaystyle \cap }や論理の記号{\displaystyle \Rightarrow }を使わない、必要最低限の記号だけからなる定式化も可能であるが、ここでは読みやすさを優先して集合論の基本的な記号は用いることにした。
以下の変種は選択関数の変わりに選択関数の値域を考えることで、選択関数を使わずに選択公理を述べている。これは関数という概念を導入することなく選択公理を定式化できるので便利である:
任意の集合{\displaystyle X}が空集合を元としてもたず、{\displaystyle X}の要素が互いに素になっているとき、 {\displaystyle X}のどの要素とも共通部分が1元集合になるような集合{\displaystyle C}(選択集合)が存在する。
{\displaystyle \emptyset \notin X\land \forall x\in X\ \forall y\in X\left[x\neq y\Rightarrow x\cap y=\emptyset \right]\Rightarrow \exists C\ \forall x\in X\left[\exists y\in (C\cap x)\ \forall z\in (C\cap x)\left[z=y\right]\right]}
ここで、1元集合であることを、ある元{\displaystyle y}が存在して、どの元{\displaystyle z}についてもそれは{\displaystyle y=z}と言い換えているのが、後半に現れる{\displaystyle \exists y\in (C\cap x)\ \forall z\in (C\cap x)\left[z=y\right]}である。
他の選択公理の変種には、{\displaystyle X}を他の集合の冪集合に限ったようなものである以下の形もある。
任意の集合{\displaystyle A}に対して、{\displaystyle A}の冪集合(から空集合を除いたもの)は選択関数を持つ。
この定式化を使う著者には、{\displaystyle A}の選択関数というのをその冪集合から空集合を除いたものの選択関数という意味で用いる人もいる。しかしながら、この意味での選択関数はどの集合についても取れるのに対して、元々の選択関数は、集合の元の元を取ってくるというもので、集合の集合でしか考えられないものである。この少し違った選択関数の概念を使えば、選択公理は以下のように簡潔にまとめられる:
任意の集合に選択関数が存在する。
これは以下のように（変わった意味の選択関数を使わずに）同値な表現ができる:
任意の集合{\displaystyle A}に対して、{\displaystyle B} を{\displaystyle A}の非空な部分集合とするとき、{\displaystyle f(B)}が{\displaystyle B}の元となるような関数 {\displaystyle f\colon {\mathcal {P}}(A)\setminus \{\emptyset \}\to A}が存在する。
この公理の否定は以下のように書ける:
ある集合{\displaystyle A}が存在して、{\displaystyle A}の非空部分集合について定義されているどんな関数{\displaystyle f} に対しても、ある部分集合{\displaystyle B}で{\displaystyle f(B)}が{\displaystyle B}の要素にならないものが存在する。

### 有限集合への制限
選択公理の一般的な定式化では集合系が無限か有限かについては述べられていないので、 当然、非空集合の有限集合（系）も選択関数を持つことが従う。しかしながら、この場合はZFで選択関数の存在が、有限帰納法によって簡単に示される。さらに単純な例として、非空集合1つだけからなる集合系を考えると、選択関数はその非空集合から元を1つ取るだけで、この場合選択公理は「非空集合は必ず元を持つ」という自明なことしか言っていないことになる。選択公理は、この有限の集合系について成り立つ性質を一般化して、どんな集合系についても元があるということを主張していると見ることもできるだろう。

## 選択公理と等価な命題
以下の命題は全て選択公理と同値である。つまり、以下の命題のいずれかを仮定すると選択公理を証明することができるし、逆に選択公理を仮定すると以下の命題が全て証明できる。
整列可能定理任意の集合は整列可能である。
ツォルンの補題順序集合において、任意の全順序部分集合が有界ならば、極大元が存在する。（実際の数学では、この形で選択公理が使われることも多い。）
テューキーの補題有限性を満たす空でない任意の集合族は包含関係に関する極大元を持つ。
比較可能定理任意の集合の濃度は比較可能である。
直積定理無限個の空集合でない集合の直積は空集合ではない。
右逆写像の存在全射は右逆写像を有する。
ケーニッヒ（Julius König）の定理濃度の小さい集合の直和より、濃度の大きい集合の直積のほうが濃度が大きい。
ベクトル空間における基底の存在全てのベクトル空間は基底を持つ（1984年にen:Andreas Blassによって選択公理と同値であることが証明された。ただし、正則性公理が必要になる）。
チコノフの定理コンパクト空間の任意個の積空間はコンパクトになる。
クルルの定理単位元をもつ環は極大イデアルを持つ。

## 応用
選択公理、もしくはそれと同値な命題を適用することで、以下を示すことができる。
- ハーン–バナッハの定理
- ハウスドルフのパラドックス
- バナッハ＝タルスキーの定理
- 可算集合の可算個の和は可算である
- 任意の無限集合は可算集合を含む
- ルベーグ非可測集合の存在
- 任意のフィルターは極大フィルターに拡大できる
- 全ての体には代数的閉包が存在する。

## 歴史
集合論の創始者ゲオルク・カントールは、選択公理を自明なものとみなしていた。
しかし、ツェルメロによる整列可能定理の証明に反論する過程で、エミーユ・ボレル、ルネ＝ルイ・ベール、アンリ・ルベーグ、バートランド・ラッセルなどが選択公理の存在に気付き、新たな公理と認識されるようになった。
クルト・ゲーデルとポール・コーエンによって、ZF（ツェルメロ＝フレンケルの公理系）から独立であること（ZFに選択公理を付け加えても矛盾しないが、ZFから選択公理を証明することはできない）が示された。これは集合論研究における大きな成果であろう。
ZFに一般連続体仮説を加えると選択公理を証明できることが知られている。これは、1926年にアドルフ・リンデンバウムとアルフレト・タルスキが示したが証明は散逸したとされる。同内容を1943年にヴァツワフ・シェルピニスキが再発見し1947年に出版した。

## バナッハ＝タルスキーのパラドックスと選択公理
選択公理を仮定することによって導かれる、一見、奇怪で非直観的な結果の中でも、バナッハ＝タルスキーのパラドックスは有名なもので、「有限個の部分に分割し、それらを回転・平行移動操作のみを使ってうまく組み替えることで、元の球と同じ半径の球を2つ作ることができる」と、初歩的な概念のみで表現することができる。ただ、ここでの「有限個の分割」は、通常イメージされる単純な分割（包丁でいくつかのパーツに切り分けるようなもの）ではなく、非常に特殊な分割であるため、「"奇怪な分割"をした結果、奇怪な結果（2つに増える）が生じた」にすぎないという側面もある。
なお、ステファン・バナフ（バナッハ）とタルスキは論文の冒頭で、「証明のなかに、この公理（選択公理）が果たす役割は、注目するに値する」と述べているだけであり、バナッハ＝タルスキーのパラドックスによって選択公理が正しくないと明確に主張したわけではない。

## 代わりとなる公理
選択公理とは矛盾するが、ZFCから選択公理を除いたZFとは矛盾しないような命題は数多く発見されている。たとえばロバート・ソロヴェイは強制法を用いて実数の集合が全てルベーグ可測であるようなZFのモデル（ソロヴェイモデル）を構成した。
1964年にヤン・ミシェルスキが導入した決定性公理もその一つである。これはその後、無矛盾性証明のために頻繁に用いられている。ZFに決定性公理を付け加えた公理系の無矛盾性と、ZFに選択公理と巨大基数の一種であるウッディン基数の存在を公理として付け加えた公理系の無矛盾性が同値となるというウッディンの定理は、互いに矛盾する公理を関係づける非常に重要なものである。

## 選択公理の制限
選択公理は上のように様々な結論を導く強い公理になっている。選択公理に条件を課して、より弱い公理としたものが研究されている。

### 可算選択公理
可算選択公理 ― 非空集合を含まない、可算な集合系には選択関数が存在する。

選択公理よりも弱い公理として、可算選択公理（英: countable axiom of choice,denumerable axiom of choice）というものも考えられている。
全ての集合は可算集合を含むこと、可算集合の可算和が可算集合であることは、この公理により証明できる。
カントール、ラッセル、ボレル、ルベーグなどは、無意識のうちに可算選択公理を使ってしまっている。

### 従属選択公理
従属選択公理(Principle of Dependent Choice) ― {\displaystyle R}を非空集合{\displaystyle A}上の関係で、{\displaystyle \forall x\in A\ \exists y\in A\left[x\mathrel {R} y\right]}をみたすものとする。このとき{\displaystyle a_{0},a_{1},a_{2},\dots }が{\displaystyle A}の元で、{\displaystyle \forall n\in \mathbb {N} [a_{n}\mathrel {R} a_{n+1}]}となるものが存在する。

従属選択公理は可算選択公理よりも真に強く、選択公理よりも真に弱いことが知られている。

### 有限集合の族に対する選択公理
集合族の要素を特定の有限集合に制限した公理も研究されている。即ち、
　　　　ACn : n元集合からなる任意の集合族は選択関数を持つ。
という形の公理である。
この種の公理について以下のようなことが知られている（すべてZF公理系を仮定）。
- AC2 {\displaystyle \Rightarrow } AC4

- {\displaystyle n\neq 1,2,4} ならば AC2 {\displaystyle \nRightarrow } ACn

- 各 {\displaystyle n\in N} について ACn が成り立つ仮定の下でも、「有限集合からなる任意の集合族は選択関数を持つ」(Axiom of choice for finite sets)を証明できない。

- ZFでは AC2 を証明できない。

AC2 {\displaystyle \Rightarrow } AC4を示すには、4元集合からなる集合族 {\displaystyle {\mathcal {F}}} に選択関数が存在することを示せば良い。まず {\displaystyle \left\{\left\{a,b\right\}:a,b\in \bigcup {\mathcal {F}},a\neq b\right\}} に AC2を適用して、選択関数 {\displaystyle g} を得る。次に {\displaystyle g} を使って {\displaystyle {\mathcal {F}}} の各元 {\displaystyle A} から元をひとつ取りだすことを考える。集合 {\displaystyle B} を {\displaystyle \left\{\left\{a,b\right\}:a,b\in {A},a\neq b\right\}} とおくと、{\displaystyle B} は {\displaystyle _{4}C_{2}=}6元集合となる。{\displaystyle A} の元 {\displaystyle a} に対し、{\displaystyle q(a)=\left|\left\{b\in B:g(b)=a\right\}\right|} という関数を定め、{\displaystyle q(a)} の最小値を {\displaystyle m} とおく。集合 {\displaystyle M} を {\displaystyle \left\{a\in A:q(a)=m\right\}} とおくと、{\displaystyle A} は4元集合なので {\displaystyle M} の濃度は {\displaystyle 1,2,3,4} のいずれかであるが、{\displaystyle \left|M\right|=4}と仮定すると、{\displaystyle 4q(a)=\sum _{a\in A}q(a)=\left|B\right|=6}となり矛盾する。{\displaystyle \left|M\right|=1} である場合は、{\displaystyle M} の元を選択関数 {\displaystyle f(A)} の値とすればよい。{\displaystyle |M|=2} の場合は、{\displaystyle f(A)=g(M)} とする。最後に {\displaystyle \left|M\right|=3} である場合は、{\displaystyle A\setminus M} の元を {\displaystyle f(A)} の値とすればよい。